# Epitrimerus femoralis
Epitrimerus femoralis är en spindeldjursart som beskrevs av Johan Ivar Liro 1941. Epitrimerus femoralis ingår i släktet Epitrimerus, och familjen Eriophyidae. Arten är reproducerande i Sverige.